# Gerrardanthus paniculatus
Gerrardanthus paniculatus là một loài thực vật có hoa trong họ Cucurbitaceae. Loài này được Maxwell Tylden Masters mô tả khoa học đầu tiên năm 1871 dưới danh pháp Atheranthera paniculata. Năm 1916, Célestin Alfred Cogniaux chuyển nó sang chi Gerrardanthus.
Tháng 11 năm 1871, Maxwell Tylden Masters mô tả Atheranthera welwitschii để vinh danh nhà thực vật người Áo là Friedrich Welwitsch (1806–1872), nhưng dẫn chiếu tới Atheranthera paniculata đã công bố trước đó, vì thế nó chỉ là danh pháp đồng nghĩa muộn và dư thừa của Atheranthera paniculata.

## Phân bố
Loài bản địa Angola, Cameroon, Gabon, Ghana, Guinea, Bờ Biển Ngà, Liberia, Nigeria, Cộng hòa Dân chủ Congo.